# Tuffi ai Giochi della XIV Olimpiade - Piattaforma maschile
La competizione della piattaforma maschile  di tuffi ai Giochi della XIV Olimpiade si è svolta nei giorni dal 3 al 5 agosto 1948 alla Empire Pool a Londra.

## Risultati
8 tuffi, 4 obbligatori e 4 liberi dal piattaforma di 10 metri.
| Pos.    | Atleta                | Nazione       | Obbligatori | Liberi | Totale |
| ------- | --------------------- | ------------- | ----------- | ------ | ------ |
| Oro     | Samuel Lee            | Stati Uniti   | 51,51       | 78,54  | 130,05 |
| Argento | Bruce Harlan          | Stati Uniti   | 48,94       | 73,36  | 122,30 |
| Bronzo  | Joaquín Capilla Pérez | Messico       | 44,84       | 68,68  | 113,52 |
| 4       | Lennart Brunnhage     | Svezia        | 47,93       | 60,69  | 108,62 |
| 5       | Peter Heatly          | Gran Bretagna | 45,13       | 60,16  | 105,29 |
| 6       | Thomas Christiansen   | Danimarca     | 40,70       | 64,52  | 105,22 |
| 7       | Raymond Mulinghausen  | Francia       | 40,57       | 62,44  | 103,01 |
| 8       | George Athans         | Canada        | 38,41       | 62,50  | 100,91 |
| 9       | Rolf Stigersand       | Norvegia      | 43,42       | 54,51  | 97,93  |
| 10      | Zouheir Shourbagi     | Siria         | 43,26       | 54,55  | 97,81  |
| 11      | Louis Marchant        | Gran Bretagna | 38,52       | 57,59  | 96,11  |
| 12      | Kamal Ali Hassan      | Egitto        | 37,51       | 57,82  | 95,33  |
| 13      | Diego Mariscal        | Messico       | 38,96       | 56,18  | 95,14  |
| 14      | Gustavo Somohano      | Messico       | 33,12       | 58,86  | 91,98  |
| 15      | Franz Worisch         | Austria       | 37,70       | 52,35  | 90,05  |
| 16      | Haroldo Mariano       | Brasile       | 36,06       | 53,94  | 90,00  |
| 17      | Wilhelm Lippa         | Austria       | 38,60       | 50,44  | 89,04  |
| 18      | Gordon Ward           | Gran Bretagna | 34,12       | 54,84  | 88,96  |
| 19      | Ilmari Niemeläinen    | Finlandia     | 42,20       | 45,62  | 87,82  |
| 20      | Guy Hernandez         | Francia       | 38,45       | 49,01  | 87,46  |
| 21      | Geoff Mandy           | Sudafrica     | 35,24       | 50,76  | 86,00  |
| 22      | Rauf Abdul Seoud      | Egitto        | 33,37       | 52,48  | 85,85  |
| 23      | Willy Rist            | Svizzera      | 36,64       | 45,14  | 81,78  |
| 24      | Mohamed Allam         | Egitto        | 34,30       | 43,62  | 77,92  |
| 25      | Ernst Strupler        | Svizzera      | 39,01       | 38,66  | 77,67  |